# Epiptyxis serrata
Epiptyxis serrata är en insektsart som beskrevs av Haupt 1917. Epiptyxis serrata ingår i släktet Epiptyxis och familjen Lophopidae. Inga underarter finns listade i Catalogue of Life.